# Nombre de Prandtl turbulent
El nombre de Prandtl turbulent (Prt) és un nombre adimensional definit com el ràtio entre la difusió turbulenta deguda del moment i la difusió turbulenta de la transmissió tèrmica. És útil per resoldre el problema de transmissió tèrmica en fluxos turbulents a la capa límit. El model més simple per Prt és el de l'analogia de Reynolds, que dona un valor per nombre de Prandtl turbulent d'1. Segons dades experimentals, Prt té un valor mitjà de 0.85, però va de 0.7 a 0.9 en funció del nombre de Prandtl del fluid en qüestió.

## Definició
La introducció de la difusivitat turbulenta i el conseqüent nombre de Prandtl turbulent és una manera de definir una relació simple entre la tensió tallant extra i el flux tèrmic que hi ha en un flux turbulent. Si la difusivitat tèrmica i la del moment són zero (no hi ha tensió tallant turbulent ni flux tèrmic aparentment), llavors les equacions de flux turbulent se simplifiquen a les equacions laminars. Es poden definir les difusions turbulentes per la transferència de moment {\displaystyle \varepsilon _{M}} i transmissió tèrmica {\displaystyle \varepsilon _{H}} com:
{\displaystyle -{\overline {u'v'}}=\varepsilon _{M}{\frac {\partial {\bar {u}}}{\partial y}}} i {\displaystyle -{\overline {v'T'}}=\varepsilon _{H}{\frac {\partial {\bar {T}}}{\partial y}}}
on {\displaystyle -{\overline {u'v'}}} és la tensió tallant turbulent aparent i {\displaystyle -{\overline {v'T'}}} és el flux tèrmic turbulent aparent. El nombre de Prandtl turbulent és llavors definit com:
{\displaystyle \mathrm {Pr} _{\mathrm {t} }={\frac {\varepsilon _{M}}{\varepsilon _{H}}}.}
S'ha demostrat que en general el nombre de Prandtl turbulent no és igual a la unitat (e.g. Malhotra i Kang, 1984; Kays, 1994; McEligot i Taylor, 1996; i Churchill, 2002). Està íntimament rekacionat amb el nombre de Prandtl molecular entre altres paràmetres de l'analogia de Reynolds: no és aplicable quan el nombre de Prandtl molecular difereix significativament de la unitat. and Churchill

## Aplicació
L'equació del moment en una capa límit turbulent és:
{\displaystyle {\bar {u}}{\frac {\partial {\bar {u}}}{\partial x}}+{\bar {v}}{\frac {\partial {\bar {u}}}{\partial y}}=-{\frac {1}{\rho }}{\frac {d{\bar {P}}}{dx}}+{\frac {\partial }{\partial y}}\left[(\nu {\frac {\partial {\bar {u}}}{\partial y}}-{\overline {u'v'}})\right].}
L'equació tèrmica en una capa límit turbulent és:
{\displaystyle {\bar {u}}{\frac {\partial {\bar {T}}}{\partial x}}+{\bar {v}}{\frac {\partial {\bar {T}}}{\partial y}}={\frac {\partial }{\partial y}}\left(\alpha {\frac {\partial {\bar {T}}}{\partial y}}-{\overline {v'T'}}\right).}
Substituint les difusions turbulentes en les equacions anteriors, s'obté:
{\displaystyle {\bar {u}}{\frac {\partial {\bar {u}}}{\partial x}}+{\bar {v}}{\frac {\partial {\bar {u}}}{\partial y}}=-{\frac {1}{\rho }}{\frac {d{\bar {P}}}{dx}}+{\frac {\partial }{\partial y}}\left[(\nu +\varepsilon _{M}){\frac {\partial {\bar {u}}}{\partial y}}\right]}
i:
{\displaystyle {\bar {u}}{\frac {\partial {\bar {T}}}{\partial x}}+{\bar {v}}{\frac {\partial {\bar {T}}}{\partial y}}={\frac {\partial }{\partial y}}\left[(\alpha +\varepsilon _{H}){\frac {\partial {\bar {T}}}{\partial y}}\right].}
Finalment, se substitueix en l'equació tèrmica usant la definició del nombre de Prandtl turbulent i s'acaba obtenint:
{\displaystyle {\bar {u}}{\frac {\partial {\bar {T}}}{\partial x}}+{\bar {v}}{\frac {\partial {\bar {T}}}{\partial y}}={\frac {\partial }{\partial y}}\left[(\alpha +{\frac {\varepsilon _{M}}{\mathrm {Pr} _{\mathrm {t} }}}){\frac {\partial {\bar {T}}}{\partial y}}\right].}

## Conseqüències
En el cas especial en què el nombre de Prandtl i el nombre de Prandtl turbulent són tots dos iguals a la unitat (com en l'analogia de Reynolds), el perfil de velocitats i el perfil de temperatures són idèntics. Això simplifica molt la solució del problema de transmissió tèrmica. Si el nombre de Prandtl i el nombre de Prandtl turbulent són diferents a la unitat, llavors existeix una solució si se sap el nombre de Prandtl turbulent, solucionant les equacions tèrmica i del moment.
En un cas general de turbulència en tres dimensions, el concepte de viscositat turbulenta i difusitivitat turbulenta no són vàlids. En conseqüència, el nombre de Prandtl turbulent no té cap significat.